# Мадагаскарская шпорцевая кукушка

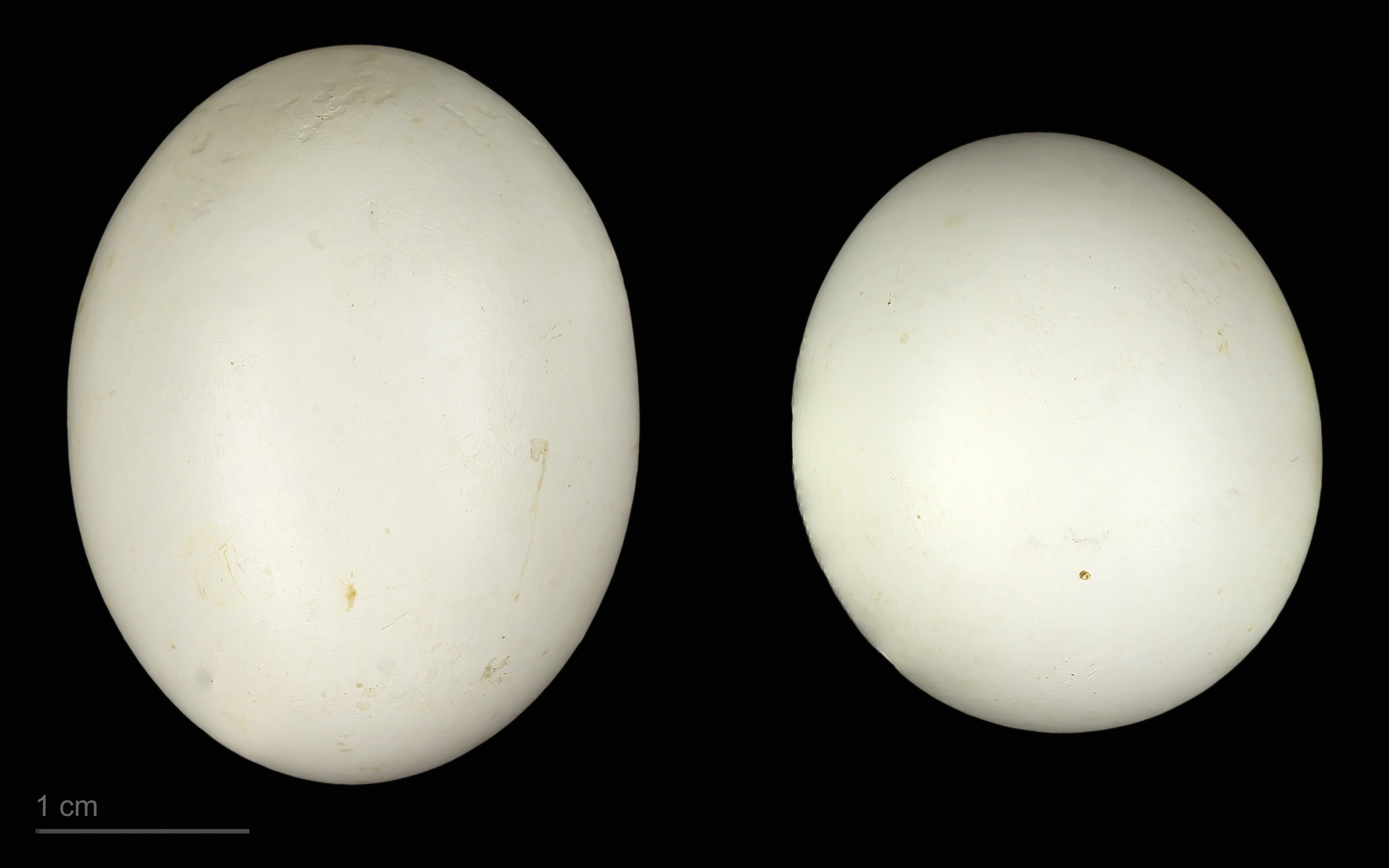
яйцо Centropus toulou - Тулузский музей

Мадагаскарская шпорцевая кукушка (лат. Centropus toulou) — вид птиц семейства кукушковых (Cuculidae). Выделяют три подвида. Распространены на Мадагаскаре и острове Алдабра.

## Описание
Мадагаскарская шпорцевая кукушка — птица среднего размера, длиной от 40 до 50 см; самки немного крупнее самцов и весят от 131 до 189 г, тогда как самцы — от 117 до 139 г. Половой диморфизм в окраске оперения не выражен. Вне сезона размножения голова, шея и горло коричневые с кремовыми прожилками; крылья красновато-коричневые; кроющие надхвостья чёрные с небольшой светлой полосой; хвост черновато-коричневый со слабой полосой; брюхо черновато-коричневое. Радужная оболочка красная. Клюв бледный, лапы от серого до чёрного цвета. В гнездовом оперении птицы блестящего чёрного цвета, местами с зеленоватым отливом. Крылья, середина и нижняя части спины от рыжевато-красного до тёмно-бордового цвета; клюв чёрный.  

## Биология
Мадагаскарская шпорцевая кукушка обитает в субтропических или тропических влажных низинных лесах, мангровых лесах, лугах, болотах и зарослях тростника. Охотится на земле, обычно парами. В состав рациона входят в основном различные беспозвоночные, такие как кузнечики, жуки, а также гусеницы и личинки. Иногда её добычей становятся ящерицы, мелкие крысы и молодые птицы. Сезон размножения приходится на период с июля по сентябрь. Большое шарообразное гнездо, сооружается в основном из сухой травы, размещается на высоте от одного до четырех метров над землей в густом кустарнике. В кладке 2—3 гладких белых яйца. Инкубационный период составляет около 15 дней, насиживает преимущественно самец. Птенцы оперяются через 19 дней.

## Подвиды и распространение
Выделяют три подвида:
- C. t. toulou (Müller, 1776) — Мадагаскар
- C. t. insularis Ridgway, 1894 — Алдабра
- C. t. assumptionis Nicoll, 1906, обитавший на острове Ассампшен, вымер.